# Growing Pains
A Growing Pains amerikai televíziós filmsorozat, amely 1985 és 1992 között készült és 7 évad során összesen 166 epizódolt élt meg. Amerikában az ABC csatorna mutatta be. Európában Olaszországban Genitori in blue jeans címmel sugározták, Németországban Unser lautes Heim címmel a Pro7 vetítette az 1990-es években. Magyarországon nem mutatták be.

## Történet
A Seaver család a Long Island-i Huntingtonban él a Robin Hood Lane 15 szám alatt. Az apa, Jason Seaver (Alan Thicke) pszichológus, az anya, Maggie (Joanna Kerns) riporter. Gyermekeik Mike (Kirk Cameron), Carol (Tracey Gold) és Ben (Jeremy Miller). 1988 októberében a család egy negyedik gyermekkel bővül, Chrissy-vel (Kelsey és Dohring, valamint Ashley Johnson játsszák). Az utolsó, hetedik évadban csatlakozik a szereplőgárdához Luke Brower (Leonardo DiCaprio).

## Főszereplők
- Alan Thicke - Dr. Jason Roland Seaver
- Joanna Kerns - Margaret "Maggie" Katherine Malone Seaver
- Kirk Cameron - Michael "Mike" Aaron Seaver
- Tracey Gold - Carol Anne Seaver
- Jeremy Miller - Benjamin "Ben" Hubert Horatio Humphrey Seaver
- Ashley Johnson - Christine "Chrissy" Ellen Seaver (6–7. évad)
- Kelsey and Kristen Dohring - Christine Ellen "Chrissy" Seaver (5. évad)
- Leonardo DiCaprio - Luke Brower (7. évad)[1]

## Főcímdal
A sorozat főcímdalát ("As Long as We've Got Each Other") John Bettis (szöveg) és Steve Dorff (zene) szerezték. Előadták:
- B.J. Thomas (szólóban); 1. évad
- B.J. Thomas és Jennifer Warnes; 2., 3., 5. évad és a 7. évad egy részében
- B.J. Thomas és Dusty Springfield; 4. évad
- Joe Chemay, Jim Haas, Jon Joyce és George Merrill (a capella változat); 6. évad és a 7. évad egy részében.

## Fordítás
- Ez a szócikk részben vagy egészben  a   Growing Pains című angol Wikipédia-szócikk fordításán alapul.  Az eredeti cikk szerkesztőit annak laptörténete sorolja fel. Ez a jelzés csupán a megfogalmazás eredetét és a szerzői jogokat jelzi, nem szolgál a cikkben szereplő információk forrásmegjelöléseként.